# Моро (Нью-Йорк)
Моро (англ. Moreau) — місто (англ. town) в США, в окрузі Саратога штату Нью-Йорк. Населення — 16 202 особи (2020).

## Демографія
Згідно з переписом 2010 року, у місті мешкало 14 728 осіб у 5694 домогосподарствах у складі 3933 родин. Було 5953 помешкання
Расовий склад населення:
| - 95,6 % — білих - 2,2 % — чорних або афроамериканців - 0,4 % — азіатів - 0,1 % — корінних американців |

До двох чи більше рас належало 1,0 %. Частка іспаномовних становила 2,2 % від усіх жителів.
За віковим діапазоном населення розподілялося таким чином: 22,4 % — особи молодші 18 років, 63,6 % — особи у віці 18—64 років, 14,0 % — особи у віці 65 років та старші. Медіана віку мешканця становила 41,4 року. На 100 осіб жіночої статі у місті припадало 100,2 чоловіків;  на 100 жінок у віці від 18 років та старших — 99,3 чоловіків також старших 18 років.
Середній дохід на одне домашнє господарство  становив 72 122 долари США (медіана — 61 392), а середній дохід на одну сім'ю — 85 961 долар (медіана — 78 168). Медіана доходів становила 51 395 доларів для чоловіків та 41 312 долари для жінок. За межею бідності перебувало 7,3 % осіб, у тому числі 7,4 % дітей у віці до 18 років та 7,9 % осіб у віці 65 років та старших.
Цивільне працевлаштоване населення становило 8044 особи. Основні галузі зайнятості: освіта, охорона здоров'я та соціальна допомога — 27,3 %, роздрібна торгівля — 19,6 %, виробництво — 12,6 %, мистецтво, розваги та відпочинок — 7,8 %.